# Cristián Uribe
Pour les articles homonymes, voir Uribe.
Cristián Uribe, de son nom complet Cristián Roberto Uribe Lara, né le 1er mars 1976 à Concepción, est un footballeur chilien. Il évoluait au poste de milieu défensif ou de milieu gauche.

## Biographie

### En club
Né à Concepción, au Chili, Uribe commence sa carrière au Huachipato, recevant sa première promotion en équipe première en 1994, à l’âge de 18 ans. Il s’impose comme titulaire après de bonnes performances lors du Mondial U20 1995. En 1999, à 22 ans, il est prêté au Colo-Colo, mais ne réalise pas une bonne saison sur le plan individuel, Colo-Colo traversant une période difficile, terminant à la quatrième place du championnat et connaissant trois entraîneurs différents durant la saison.
En janvier, il est prêté une seconde fois, cette fois au Benfica en Première division portugaise.
Il fait ses débuts le 9 janvier lors d’un derby de Lisbonne face au Sporting CP. Trois jours plus tard, il inscrit un doublé contre Amora en Coupe du Portugal, puis marque de nouveau le 25 janvier, lors d’une défaite 3-1 face au Sporting dans la même compétition. Uribe dispute 13 matchs lors de cette demi-saison, pour un total de quatre buts inscrits.
La saison suivante (2000–2001, son temps de jeu sous les ordres de José Mourinho diminue fortement, et il résilie son prêt d’un commun accord en janvier 2001.
De retour à Huachipato, Uribe fait ses débuts de la saison 2001 le 3 mars contre Santiago Morning, au Estadio Las Higueras (en). Son seul but de la saison est inscrit contre Unión San Felipe, le 6 juillet. Il dispute 24 matchs dans le tournoi. Bien qu’en manque d’efficacité, Fido Dido reste un joueur important du club, prolongeant son contrat en 2002. Il continue avec le club de Talcahuano jusqu’en 2003, avec un bref passage à la Portuguesa en 2002, avant de rejoindre, en fin d’année, le club portugais de Moreirense, évoluant en Liga de Honra,.
Il fait ses débuts avec Moreirense le 24 août 2003 contre le Paços de Ferreira.
Après ce second passage au Portugal, Uribe revient au Chili en 2004. Il évolue avec Deportes La Serena puis Deportes Concepción l’année suivante. Il rejoint Everton de Viña del Mar en 2006 et y reste jusqu’en 2009, année où il est libéré à la suite de l’élimination du club lors des playoffs du Torneo Clausura 2009 face à l’Universidad Católica,.
Il met un terme à sa carrière l’année suivante, après avoir joué pour les Rangers en Primera B (en), puis le San Luis de Quillota en Première division, avec lequel il est relégué.

### En sélection
Cristián Uribe a été sélectionné à deux reprises avec l’équipe nationale du Chili, mais seule une sélection est officielle FIFA en 1999. Il a également représenté son pays lors de la Coupe du monde de football juniors 1995.

## Palmarès
Everton de Viña del Mar
- Championnat du Chili :
  - Vainqueur : Ouverture 2008.

 San Luis de Quillota
- Primera B (en) :
  - Vainqueur : Ouverture 2014.